# Portret kardynała Tavera
Portret kardynała Tavera – obraz olejny z 1610 autorstwa hiszpańskiego malarza pochodzenia greckiego, Dominikosa Theotokopulosa, znanego jako El Greco.
Kardynał Juan Tavera (1539–1545) zmarł 65 lat przed powstaniem tego portretu. Był jednym z najważniejszych hiszpańskich i toledańskich duchownych XVI wieku obdarzonych najważniejszymi godnościami świeckimi i duchownymi, jakie istniały w Hiszpanii. Sprawował funkcję m.in. przewodniczącego Rady Kastylii i wielkiego inkwizytora. Był mecenasem sztuki, fundatorem wielu kościołów i pomników m.in. pomników w katedrze toledańskiej. Jego imieniem nazwano szpital (Hospital de Tavera), dla którego El Greco namalował kilka obrazów.

## Opis obrazu
Zlecenie na wykonanie pośmiertnego portretu kardynał El Greco otrzymał od włodarzy szpitala Tavera. Zadanie nie było łatwe, gdyż kardynał Tavera nigdy nie zezwolił na sporządzenie mu portretu za życia. Zachowała się jedynie maska pośmiertna wykonana przez Alonsa Berruguete’a (także realizatora jego mauzoleum). Na jej podstawie El Greco wskrzesił postać kardynała. Wiedząc, iż pod koniec życia kapłan zmagał się z chorobą, nadał mu blade, trupio białe oblicze z bezkrwistymi wargami zapadającymi się w bezzębnych ustach. Czoło pokryte jest rzadkimi włosami, nozdrza zaciśnięte, kości policzkowe wystające ponad zapadłymi policzkami. Jedyną oznaką życia jest jego spojrzenie, zdecydowane i intensywne. Z bladością głowy kontrastuje purpurowa szata kardynalska. Lewa ręka duchownego spoczywa na książce, leżącej na stole obitym zielonym suknem, podobnym do tego z obrazu Święty Hieronim jako kardynał. Obok leży biret kardynalski.